# FloraHolland

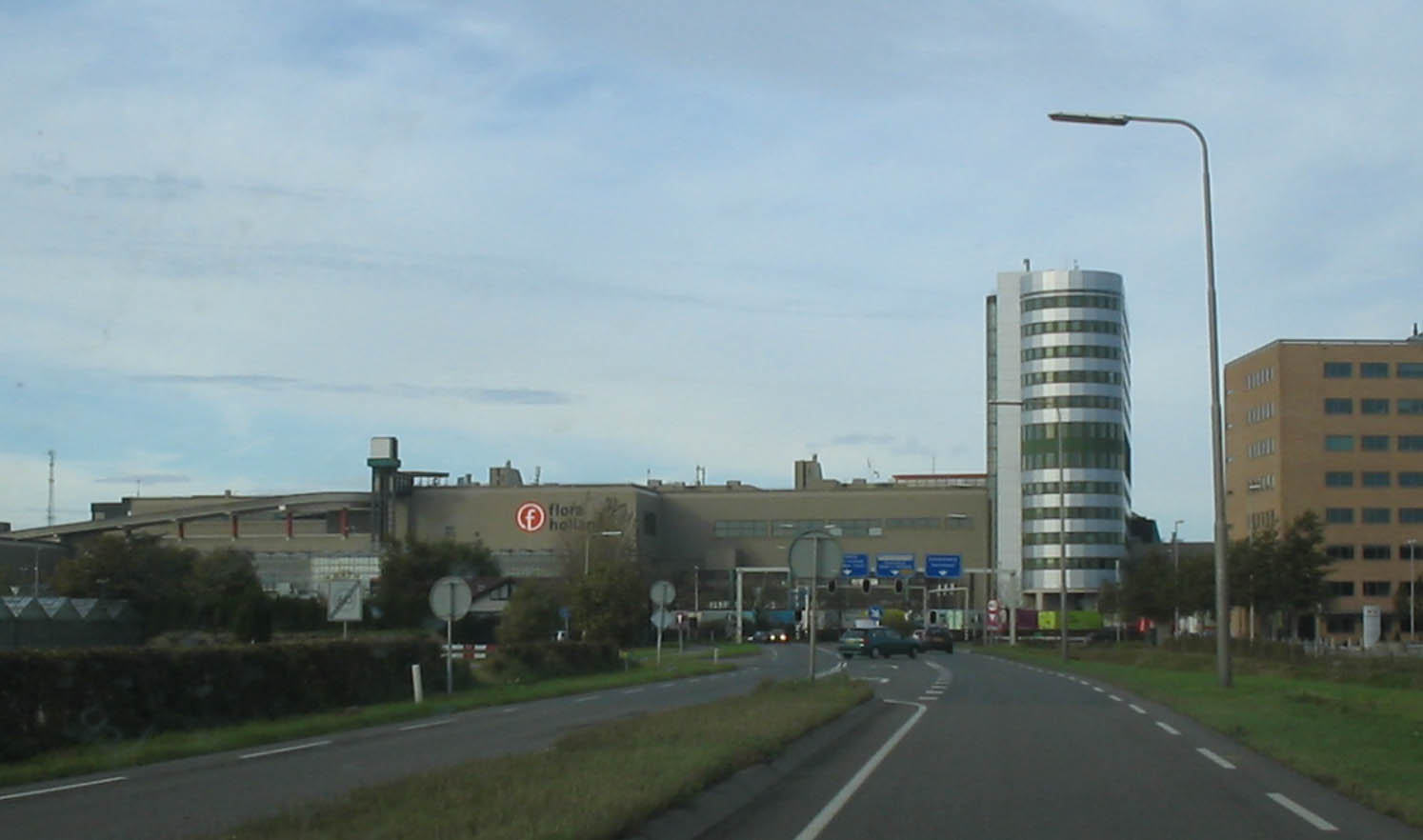
Der FloraHolland-Standort Naaldwijk; am Gebäude links ist noch das alte Logo von FloraHolland vor der Fusion mit der Bloemenveiling Aalsmeer zu erkennen

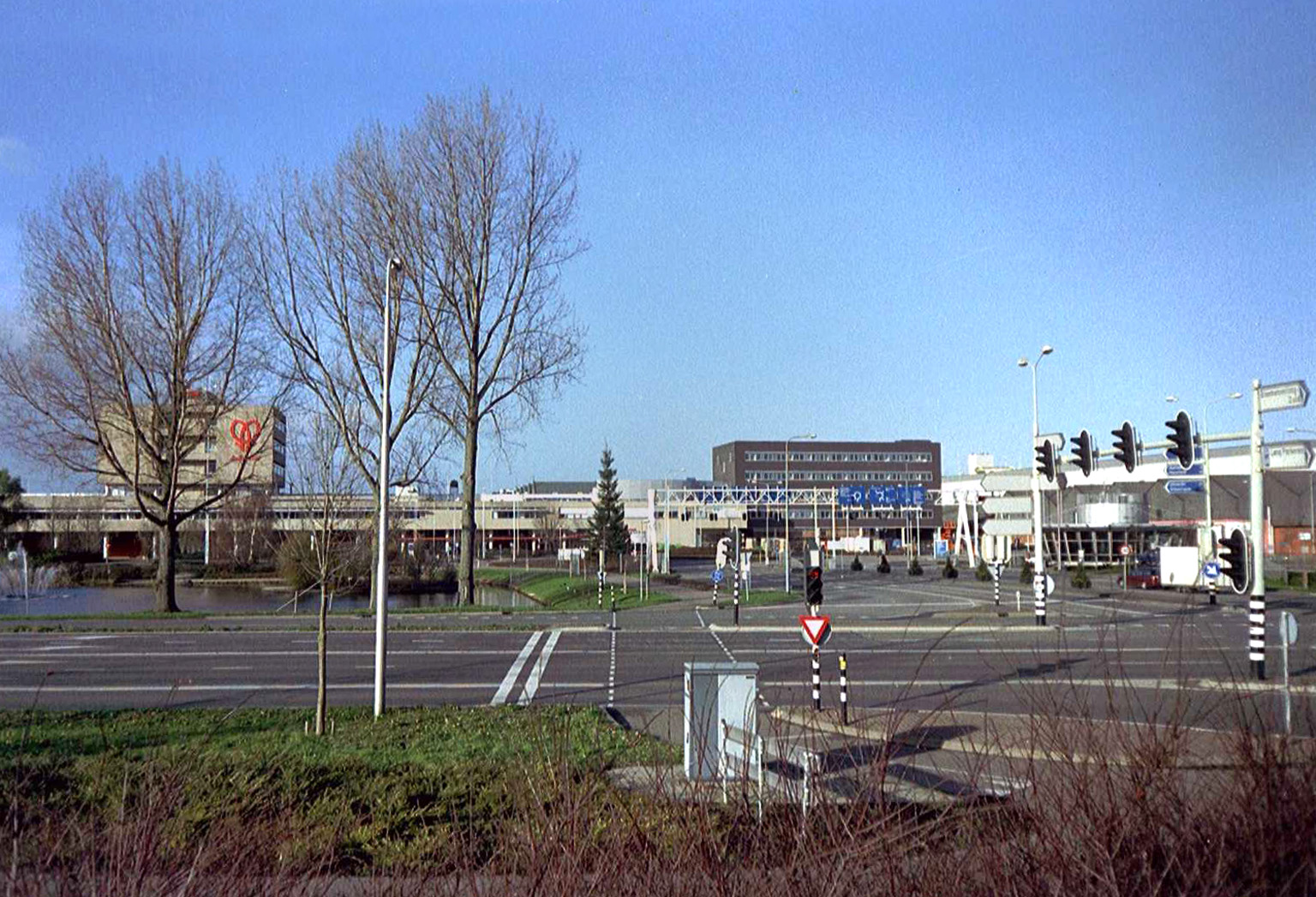
Der Standort Aalsmeer; am Gebäude links ist noch das rote Logo der bisherigen Bloemenveiling Aalsmeer zu erkennen

Die Coöperatieve Bloemenveiling FloraHolland U.A., kurz FloraHolland (seit 2016 Royal FloraHolland), ist die weltgrößte Vermarktungsorganisation für Blumen und andere Pflanzen. Das Unternehmen hat zwei Hauptsitze, Aalsmeer und Naaldwijk, beide in den Niederlanden.

## Struktur
Das Unternehmen FloraHolland ist eine Genossenschaft, die sich als ein nicht auf Gewinn ausgerichteter Dienstleister ihrer rund 5.300 Mitglieder aus den Niederlanden und anderen Produktionsländern versteht.
FloraHolland ist organisatorisch in 15 Regionen eingeteilt, davon 13 in den Niederlanden und je eine in Israel und Belgien. Die Regionen fungieren als Bindeglied zwischen dem Management und den Mitgliedern. Jede Region hat ihr eigenes regionales Management, bestehend aus sieben Mitgliedern. General Manager ist Timo Huges.
Die Vermarktung der bei FloraHolland von fast 10.000 internationalen Lieferanten (vor allem aus Kenia, Israel, Äthiopien und Simbabwe, aber auch aus Südamerika) angelieferten Blumen (rund 20.000 verschiedene Sorten bzw. Varietäten täglich) an die rund 5.500 Abnehmer (Großhändler vor allem in Deutschland, dem Vereinigten Königreich und Frankreich) erfolgt in sechs Zentren, primär über so genannte Holländische Auktion  an insgesamt 39 Versteigerungsuhren. Die bisher übliche Methode dabei ist, dass die Ankäufer in den Versteigerungssälen anwesend sind und die zu versteigernden Blumen und Pflanzen zur Beurteilung physisch durch den Raum gefahren werden. Da der Logistikaufwand dieses Verfahrens an Grenzen stößt, können die Käufer seit einiger Zeit sich die Ware lediglich als Foto auf Bildschirmen zeigen lassen (Bildversteigerung) oder sogar online von irgendeinem Punkt der Welt aus mitbieten (sogenanntes KOA-Verfahren). In Aalsmeer werden bereits rund ein Drittel der Blumen digital (und ungesehen) gehandelt. Als weitere neuere Möglichkeit bietet FloraHolland neben der Versteigerung auch einen Vermittlungsdienst zwischen Anbieter und Käufer an, um den physischen Handelsvorgang räumlich zu entzerren.
Die Versteigerungszentren für den internationalen Handel befinden sich in Aalsmeer, Naaldwijk und Rijnsburg, die Zentren für den regionalen Markt befinden sich in Venlo, Bleiswijk und Eelde. Größter Versteigerungsplatz ist mit 13 Uhren und 1,236 Milliarden Euro Jahresumsatz Aalsmeer, gefolgt von Naaldwijk mit 10 Uhren bei 895 Millionen Euro Umsatz und Rijnsburg mit 6 Uhren bei 405 Millionen Euro Umsatz. Die Versteigerungshallen in Aalsmeer mit einer Grundfläche von 999.000 m² stehen als das weltgrößte Handelsgebäude im Guinness-Buch der Rekorde und wurden erst 2008 vom Flughafen Dubai als größtes Gebäude der Welt abgelöst.

## Kennzahlen
Der Gesamtumsatz von FloraHolland belief sich 2007 auf über 4,06 Milliarden Euro, davon entfielen rund 2,5 Milliarden auf Schnittblumen, fast 1,27 Milliarden Euro auf Zimmerpflanzen und knapp 300 Millionen Euro auf Gartenpflanzen. Dies entspricht über 16 Millionen Euro Gesamtumsatz pro Tag an den sechs Zentren. Täglich werden in 122.000 Geschäftsabschlüssen über FloraHolland mehr als 44 Millionen Blumen und rund 4,9 Millionen andere Pflanzen vermarktet (anteilmäßig 2,7 Mrd. Euro über Auktionen, 1,35 Mrd. durch sonstige Vermittlungsgeschäfte). Bei FloraHolland arbeiten rund 4.500 Angestellte, in Vollzeitäquivalenten umgerechnet rund 3.500.

## Geschichte
Zum 1. Januar 2008 fusionierte FloraHolland mit seinem bisherigen größten Konkurrenten, der Bloemenveiling Aalsmeer, unter Übernahme der Firmierung FloraHolland.
FloraHolland ist Mitglied der Vereinigung der niederländischen Blumenversteigerungen (Vereniging van Bloemenveilingen in Nederland, VBN), der außerdem noch die wesentlich kleinere Versteigerung Plantion angehört (Umsatz 2008 rund 90 Mio. Euro), welche zum 1. Januar 2008 aus der Fusion der Bloemenveiling Oost Nederland (VON) und Bloemenveiling Vleuten (BVV) entstand. FloraHolland wiederum hielt bis Anfang 2009 Anteile an Plantion (bis zu 30 %) und bot dieser eine Fusion zum 1. Januar 2009 an, was die Plantion-Mitglieder jedoch bisher mehrheitlich ablehnten. In den Niederlanden hat Flora Holland einen Marktanteil von 98 %, die Versteigerung Plantion lediglich 2 %.
Während der Coronakrise 2020 brach FloraHollands Umsatz aufgrund der weltweit gesunkenen Nachfrage um über 70 Prozent ein. Allein im März 2020 mussten deshalb 400 Millionen Blumen vernichtet werden, darunter 160 Millionen Tulpen. Für den Fall, dass die Krise länger andauern sollte, rechnet man mit einem Gesamtschaden von zwei bis drei Milliarden Euro.